# Łysa Góra (województwo warmińsko-mazurskie)
Łysa Góra (niem. Anhaltsberg) – wieś w Polsce położona w województwie warmińsko-mazurskim, w powiecie szczycieńskim, w gminie Pasym.
W latach 1975–1998 miejscowość administracyjnie należała do województwa olsztyńskiego.

## Nazwa
12 lutego 1948 r. ustalono urzędową polską nazwę miejscowości – Łysa Góra, określając drugi przypadek jako Łysej Góry, a przymiotnik – łysogórski.